# زن پشت در مفرغی
زنِ پشتِ درِ مفرغی داستانی است در سبک سورئالیسم، نوشتهٔ احمد شاملو. این داستان در بین سال‌های ۱۳۲۷ تا ۱۳۲۹ نوشته و در سال ۱۳۵۲ در مجموعه‌ای با نام درها و دیوار چین منتشر شد. 

## خلاصه داستان
راوی داستان مردی است که به دخمه‌ای در اعماق جنگل گریخته و مانند حیوانات وحشی زندگی می‌کند. اعتقادی عامیانه اساس این داستان را می‌سازد که هرگاه نطفهٔ فردی رو به قبله بسته شود (چنان که نطفهٔ راوی داستان)، عاقبت با زنی مُرده عروسی می‌کند. شیطان او را برای بازکردن گریزگاهی انتخاب می‌کند و آن دو هر شب، در فضایی سرد و تاریک ملاقات می‌کنند. عاقبت راوی یکی از شب‌ها برآشفته از کابوس و وهم، با تبر مجسمه‌ای مرمرین از یک زن برهنه را می‌شکند و از پشت خزه‌ها و ریشه‌هایی که زیرزمین دخمهٔ محل زندگی‌اش را پوشانده، دری مفرغی هویدا می‌شود. راوی در را باز می‌کند و جنازهٔ همان زنی که مجسمه‌اش را شکسته (یا به نوعی به قتل رسانده)، نمایان می‌شود. شیطان از محل جنایت می‌گریزد و راوی با زنِ مرده جفت می‌شود.